# Ataye (rivière)
L'Ataye est une rivière du centre de l'Éthiopie. C'est un affluent de la rivière Awash.